# Vidice, Domažlice
Vidice là một làng thuộc huyện Domažlice, vùng Plzeňský, Cộng hòa Séc.